# Jinming
Jinming är ett stadsdistrikt i Kaifeng i Henan-provinsen i norra Kina.